# Atles Mitjà
L'Atles Mitjà (àrab: الأطلس المتوسط, al-Aṭlas al-Mutawassiṭ) és una serralada del Marroc que s'estén durant uns 350 km, de sud-oest a nord-est, i que es troba entre el Rif i l'Alt Atles. Ocupa una superfície de 2,3 milions d'hectàrees.
Ocupa principalment les províncies de Khenifra, Ifrane, Boulemane, Sufruy, El Hajeb, així com una part de les províncies de Taza i de Béni Mellal, la qual es coneix amb el nom de «porta de l'Atles Mitjà».
Aquesta serralada pertany al massís de l'Atles i, més concretament, a una de les tres parts de l'Atles marroquí, i en són les altres dues l'Alt Atles i l'Anti-Atles.
La gran biodiversitat i riquesa faunística i florística converteixen la serralada en una zona amb molt de potencial turístic, i hi és encara la ramaderia la principal activitat econòmica.

## El relleu

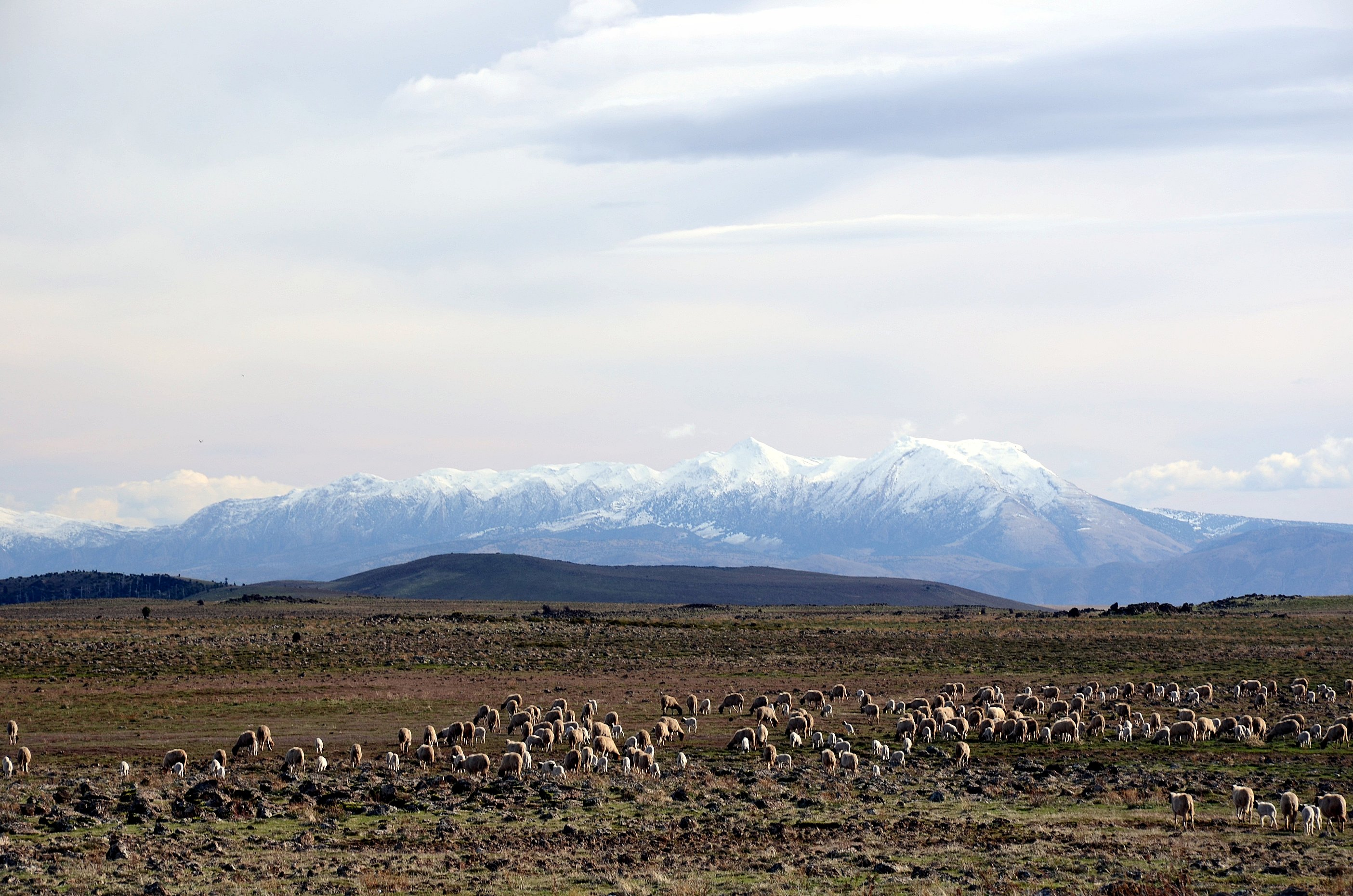
Vista de Atles Mitjà

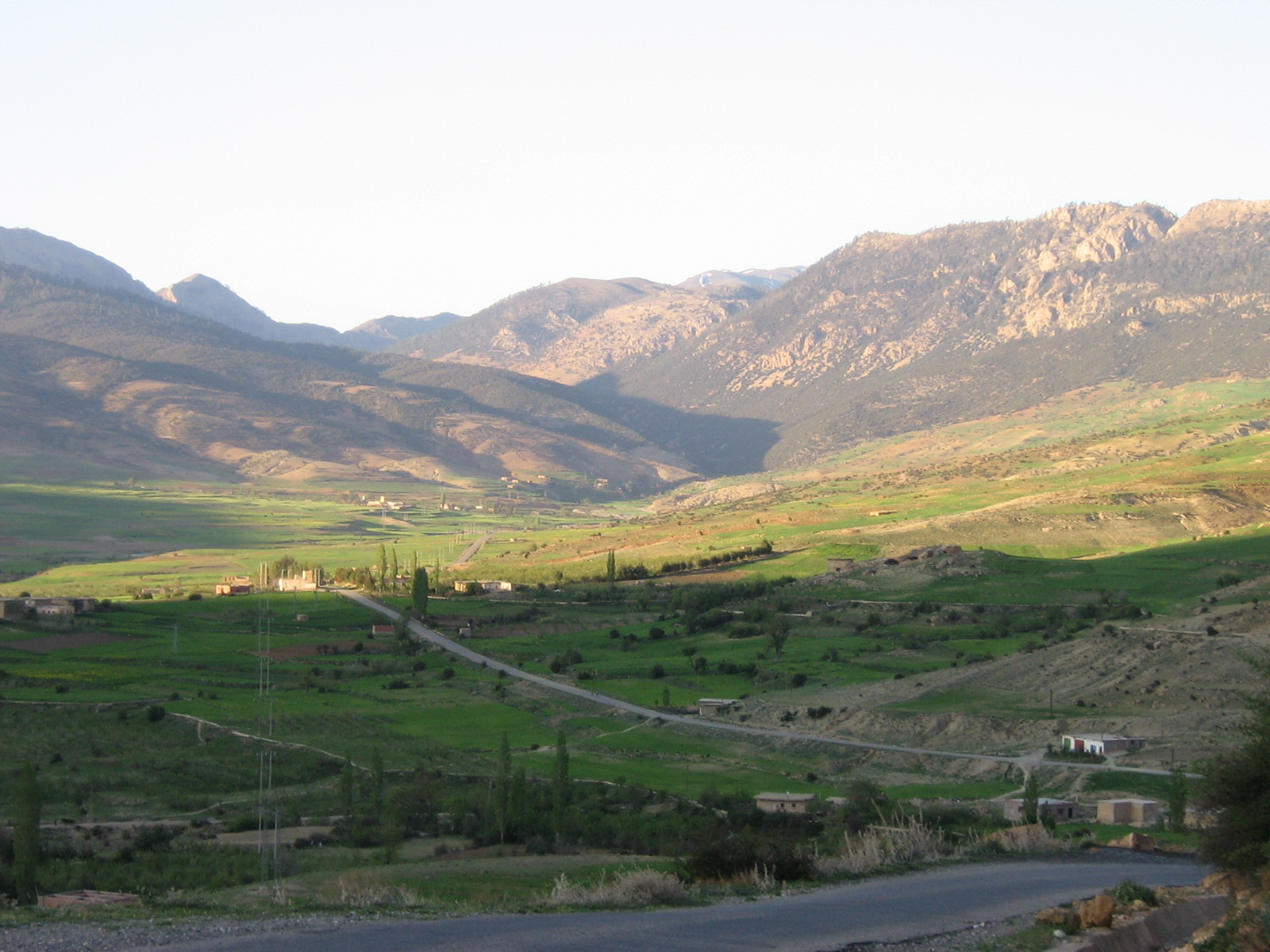
Vista a Talzmet de Atles Mitjà

L'estructura geomorfològica de l'Atles Mitjà es compon essencialment per:
- Roques calcàries:
  - Roques tabulars a l'oest, amb una altitud d'entre 1.000 i 1.500 m;
  - Roques plegades al nord-oest, amb una altitud més elevada, que sobrepassen sovint els 3.000 m i que tenen el punt culminant al Jbel Bou Naceur, amb 3.356 m;
- Altiplans volcànics.

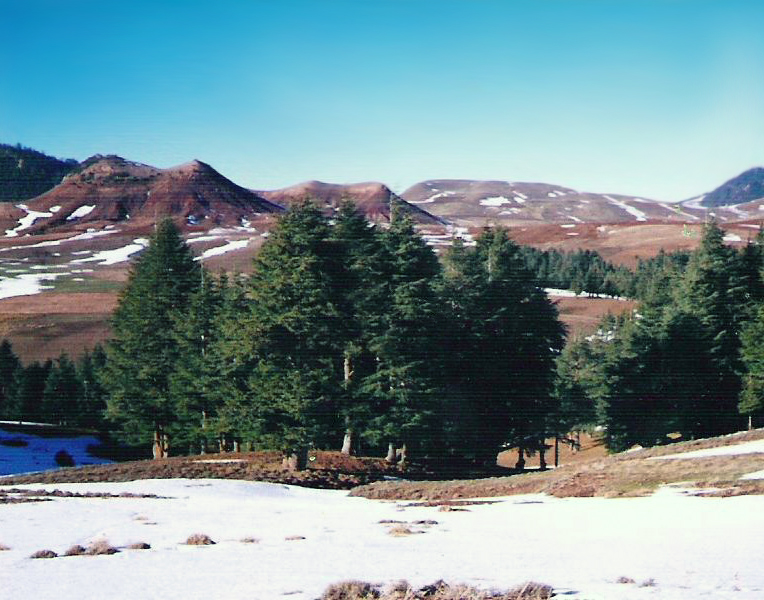
Cedres a la regió de Khenifra-Krouchen

Sobre els seus vessants, hi ha immensos boscos de cedres, entretallats per profundes valls. Vorejats per la rica plana de Sais i les ciutats de Fes, Meknès i Beni Mellal, els massissos muntanyosos de l'Atles Mitjà són poblats per amazics Zayan, la llengua dels quals és una variant de l'amazic.
El massís de l'Atles Mitjà és travessat per una de les principals carreteres d'accés al sud marroquí, que uneix Fes i Tafilalet, situat al nord-est de l'Atles. L'Atles Mitjà està tancat a l'est pel Parc Nacional de Tazekka, amb paisatges de gorges i grutes. Al sud de Sefrou, els boscos de cedres, alzines i sureres s'intercalen amb els altiplans volcànics nus i de petits llacs abundants en peixos amb les aigües turqueses.
La joia de l'Atles Mitjà és el Parc nacional d'Ifrane
entre Khenifra i Ifrane, i el Parc de Tazekka, catalogats Ramsar segons la convenció amb el Marroc.

### Cims principals
El punt culminant de la serralada és el Jbel Bou Naceur, amb 3.356 m, seguit pel Jbel Mouâsker, amb 3.277 m i el Jbel Bou Iblane, amb 3.192 m.

## Clima
La façana oest, de Tassa a Azrou, en situació de primer ascens per les pertorbacions que provenen de l'oceà, està ben regada (al voltant de 1.000 mm anuals), i afavoreix pastures relativament verdes i boscos frondosos. Les valls orientals són molt més seques i veuen progressar el desert (bosc mort de Jbel Bou Naceur). Més continental que el Rif, i globalment més humit que l'Alt Atles, l'Atles Mitjà té hiverns rigorosos, amb neu persistent per sobre de 2.000 a 2.500 metres (desembre/març).
La combinació de la temperatura i de la pluviometria és favorable per a crear condicions que permeten l'existència de faixes de vegetació: així, se succeeixen en funció de l'altitud i de l'exposició boscos, de garrofers, alzines, i cedres (Cedrus atlantica), ginebres, Tetraclinis articulata o Thuja (ginebre), coníferes i arbres endèmics.

## Hidrologia
La seva situació al bell mig del Marroc, en una zona de pluviometria molt alta, confereix a l'Atles Mitjà el caràcter de «castell d'aigua», tant des del punt de vista hidrogeològic com de l'hidrogràfic.

### Conques hidrogràfiques

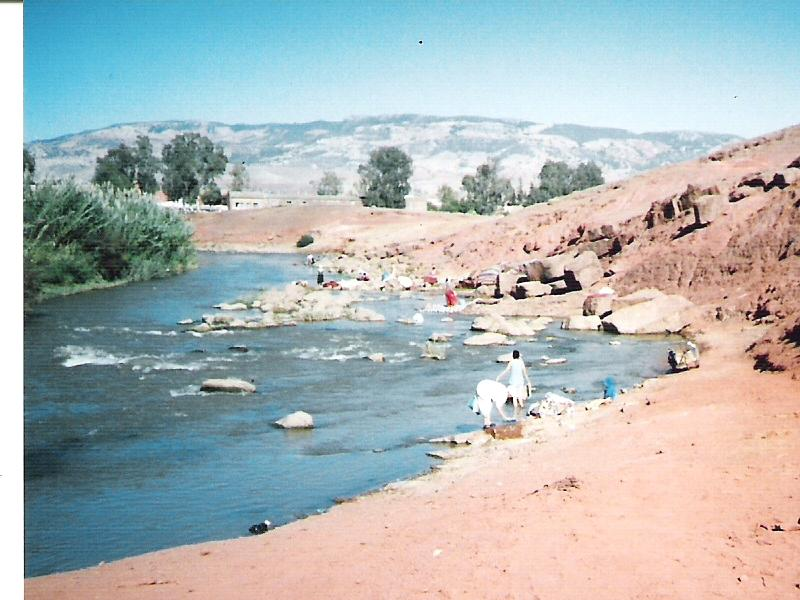
Oum Er-Ràbia a Khenifra

L'Atles Mitjà pertany a quatre grans conques hidrogràfiques:
- La conca del Sebou, amb una superfície 40.000 km², on hi ha diverses preses;
- La conca de l'Oum Er-Rbia, que s'estén sobre una superfície de 35.000 km², en la qual també hi ha força preses;
- La conca del Bu Regreg, que comprèn una superfície de l'ordre de 10.000 km² i en què també hi ha diverses preses.

Aquests tres rius neixen a l'Atles Mitjà i porten les seves aigües a l'oceà Atlàntic.
- La conca del Muluya, un riu que neix a Almssid, en la unió entre l'Atles Mitjà i l'Alt Atles, amb una conca hidrogràfica de 74.000 km², que desemboca al mar Mediterrani. En aquest riu, també hi ha diverses preses en el seu curs alt i baix.

### Atractius turístics

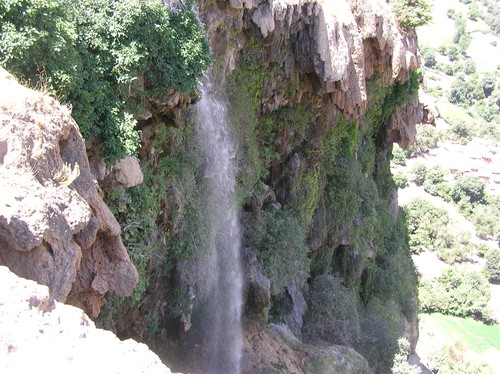
Zaouia d'Ifrane

Al cor d'aquestes muntanyes, el riu més llarg del Marroc, l'Oum Er-Rbia o Oum Errabiaa, té la seva font a 40 km de Khenifra, per a desembocar 600 km després a l'Atlàntic, a Azemmour (Doukkala). A l'oest, l'Atles Mitjà toca els primers contraforts de l'Alt Atles. Anomenada la «Suïssa del Marroc», l'Atles Mitjà acull també algunes petites ciutats de mitjana altitud, d'aspecte típicament amazic. En destaquen Ifrane, amb el seu estil urbanístic europeu (xalets de pedra i teulades de teules vermelles) i el seu Parc Nacional d'Ifrane (ric per les seves papallones úniques); Azrou, antiga estació de descans construïda als peus d'un bosc de cedres; i Beni Mellal, amb el llac de Bin El Ouidane format pel riu Oum Er-Rbia i el seu afluent Oued El Abid, entre d'altres.